# 더 데이 (2012년 영화)
"더 데이"(The Day)는 한국에서 제작된 백창주 감독의 2012년 다큐멘터리 영화이다. 박유천 등이 주연으로 출연하였다.

## 출연

### 주연
- 박유천
- 김재중
- 김준수